# Gisbert Ketteler
Gisbert Ketteler (* im 15. Jahrhundert; † 1535) war Dompropst in Paderborn und Domherr in Münster.

## Leben

### Herkunft und Familie
Gisbert Ketteler entstammte dem westfälischen Adelsgeschlecht Ketteler, aus dem zahlreiche namhafte Persönlichkeiten hervorgegangen sind. Er war der Sohn des Gotthard Ketteler zu Neuassen (1450–1518) und dessen Gemahlin Margarethe von Bronckhorst-Batenburg. Seine Geschwister waren
- Dietrich, ⚭ Jutta von Lage, Erbin zu Lage, Begründer des Familienzweiges Lage
- Goswin, Burgmann zu Hovestadt, ⚭ Clara von Hoberg, Drost zu Oerlinghausen
- Franz, Fürstabt im Kloster Corvey
- Anna, Äbtissin im Kloster Benninghausen
- Elsabe, ⚭ Johann von Merveldt, Eltern des Domherrn Gottfried von Merveldt
- Gotthard, Ritter des Ordens vom Goldenen Vlies, ⚭ Sybilla von Nesselrode, Eltern des Bischofs Wilhelm Ketteler und des Landmeisters des Deutschen Ordens Georg Ketteler. Er war der erste Herzog von Kurland und Semgallen.

### Werdegang und Wirken
Gisbert studierte an der Universität Bologna und wurde im Jahre 1494 Domherr in Münster. Im August 1497 kam er in den Besitz des Archidiakonats Milte. Von seinen Eltern erhielt er im März 1507 eine Abfindung in Form einer Jahresrente von 200 Goldgulden. Das Domkapitel Paderborn wählte ihn im Jahre 1505 zum Dompropst. Seine Aufgabe bestand in der Vertretung des Domkapitels nach außen sowie in der Verwaltung dessen Güter. In diesem Amt blieb er bis zu seinem Tode. Er war auch Verwalter des Kammeramtes von Friesland. Am 4. September 1535, kurz nach seinem Tode, verlieh der münsterische Bischof dem Wilbrand Korff gen. Schmising dieses wichtige Amt. Anfang des 14. Jahrhunderts hatten sich fünf Kirchspiele nahe Groningen unter den Schutz des Bischofs von Münster gestellt, so dass die friesischen Gebiete zum Verwaltungsbereich des Bistums Münster gehörten.